# Керацини-Драпецона
Кераци́ни-Драпецо́на (греч. Δήμος Κερατσινίου - Δραπετσώνας) — община (дим) в Греции. Входит в периферийную единицу Пирей в периферии Аттика. Население — 91 045 жителей по переписи 2011 года. Площадь — 9,326 квадратного километра. Плотность — 9762,49 человека на квадратный километр. Административный центр — Керацинион. Димархом на местных выборах в 2014 году избран Христос Вретакос (Χρήστος Βρεττάκος).
Община создана в 2010 году (греч. ΦΕΚ 87Α) по программе «Калликратис» при слиянии упразднённых общин Драпецона и Керацинион.

## Административное деление

Административное деление общины:
1 — Керацинион
2 — Драпецона

Община (дим) Керацини-Драпецона делится на две общинные единицы.